# Weekly Shonen Magazine
Weekly Shonen Magazine (週刊少年マガジン, Shūkan Shōnen Magajin) is een wekelijks shonen manga tijdschrift dat in Japan wordt uitgegeven door Kodansha. De eerste publicatie vond plaats op 17 maart 1959. Het publiek van het tijdschrift bestaat voornamelijk uit mannelijke middelbare studenten en hogeschoolstudenten.
Weekly Shonen Magazine is een van Japans bestverkopende tijdschriften. In maart 2008 bestond het magazine uit 2942 volumes, waarvan 4,55 miljoen kopieën verkocht waren. Gemiddeld verkocht het toen wekelijks 1,546,567 exemplaren. Aan een gemiddelde prijs van ¥129 liepen de inkomsten van het magazine op tot ¥590 billioen
Vanaf april-juni 2008 verkocht het tijdschrift elk kwartaal minder exemplaren dan het kwartaal daarvoor. Deze trend gaat gepaard met de opkomst van digitale media.

## Ontvangst
Weekly Shonen Magazine kende veel succes in de jaren 1970 en bleef daarna stijgen in populariteit. Zo werd het het meest verkochte mangamagazine in Japan. Later nam Weekly Shonen Jump deze positie over, dit grotendeels dankzij Akira Toriyama's Dragon Ball. In 1996 werd de uitgave van Dragon Ball echter stopgezet, waardoor Shonen Magazine een nieuwe opmars kon maken en opnieuw het bestverkochte mangatijdschrift werd. Beide magazines concurreren nog steeds en hebben doorgaans gelijkaardige verkoopcijfers.
Gezien de eerste uitgavedata van Weekly Shonen Magazine en Weekly Shonen Sunday zeer dicht bij elkaar liggen, brachten beiden op 19 maart 2008 samen een volume uit om hun vijftigste verjaardag te vieren.
Weekly Shonen Magazine is onder meer bekend omdat het tijdschrift tussen juli 1956 en mei 1966 Tetsujin 28-go van Mitsuteru Yokoyama uitgaven. Dit was de eerste mecha manga.